# Aly Cissokho
Aly Cisso (Blois, 15 de septiembre de 1987) es un futbolista francés que juega de defensa en el Muangthong United F. C. de la Liga de Tailandia.

## Trayectoria
Su primer equipo fue el modesto F. C. Gueugnon francés, aunque sus primeros pasos fueron en el equipo de su ciudad natal, Blois, y en el de Saint-Jean-de-la-Ruelle.
Prosiguió su carrera en Portugal al fichar por el Vitória Setúbal y posteriormente por el F. C. Porto, que lo fichó a cambio de 300 000€. En el Oporto, dejó muestras de su gran nivel y varios grandes equipos se interesaron por su fichaje. El 14 de junio de 2009 estuvo cerca de cerrar su traspaso por el A. C. Milan, aunque este se frustró debido a que no logró superar el reconocimiento médico por un problema dental, y terminó firmando ese verano un contrato de 5 años con el Olympique de Lyon a cambio de 15 millones de euros, más un 20% en el caso de un futuro traspaso.
El 23 de agosto de 2012 Cissokho fichó por el Valencia C. F., club que pagó una cantidad superior a los 6 millones de euros por sus servicios, y con un porcentaje de una futura venta para el Lyon. Fue una apuesta del director deportivo Braulio Vázquez para suplir la baja de Jordi Alba, pero a pesar de tener numerosas oportunidades no convenció en el club valencianista.
Por ese motivo el verano siguiente, en 2013, fue cedido al Liverpool F. C. por un millón de euros y con opción de compra por parte de los "reds". Se esperaba que fuese un buen recambio, en caso de lesión, del lateral José Enrique, pero finalmente fue superado por el canterano Jon Flanagan. El club no ejerció la oferta de compra y regresó al Valencia al finalizar la temporada.
Tras realizar parte de la pretemporada con el Valencia, no convence a los técnicos y en agosto de 2014 se confirma su traspaso al Aston Villa a cambio de 3 millones de euros, de los cuales 2'5 serían para el club "ché" y medio millón para el Lyon.
El 5 de agosto de 2015 se confirmó su cesión al F. C. Porto por una temporada.

## Selección nacional
Ha sido internacional con la selección de fútbol de Francia en una ocasión en agosto de 2010 en un amistoso ante Noruega.

## Clubes
- Actualizado el 11 de marzo de 2021.[3]

| Club                            | País       | Año       | Partidos | Goles |
| ------------------------------- | ---------- | --------- | -------- | ----- |
| F. C. Gueugnon                  | Francia    | 2007-2008 | 25       | 0     |
| Vitória Setúbal                 | Portugal   | 2008-2009 | 18       | 0     |
| F. C. Porto                     | Portugal   | 2009      | 23       | 0     |
| Olympique de Lyon               | Francia    | 2009-2012 | 136      | 2     |
| Valencia C. F.                  | España     | 2012-2014 | 36       | 2     |
| Liverpool F. C. (cedido)        | Inglaterra | 2013-2014 | 19       | 0     |
| Aston Villa F. C.               | Inglaterra | 2014-2015 | 27       | 0     |
| F. C. Porto (cedido)            | Portugal   | 2015      | 3        | 0     |
| Aston Villa F. C.               | Inglaterra | 2016-2017 | 31       | 0     |
| Olympiacos de El Pireo (cedido) | Grecia     | 2017      | 10       | 1     |
| Yeni Malatyaspor                | Turquía    | 2017-2018 | 32       | 0     |
| Antalyaspor                     | Turquía    | 2018-2020 | 27       | 0     |
| Blois Football                  | Francia    | 2020-2021 |          |       |
| Lamphun Warriors F. C.          | Tailandia  | 2021-2024 | 87       | 5     |
| Muangthong United F. C.         | Tailandia  | 2024-     |          |       |

## Palmarés

### Campeonatos nacionales
| Título               | Club              | País     | Año     |
| -------------------- | ----------------- | -------- | ------- |
| Primeira Liga        | F. C. Porto       | Portugal | 2008-09 |
| Copa de Portugal     | F. C. Porto       | Portugal | 2008-09 |
| Copa de Francia      | Olympique de Lyon | Francia  | 2011-12 |
| Supercopa de Francia | Olympique de Lyon | Francia  | 2012    |
| Superliga de Grecia  | Olympiacos F. C.  | Grecia   | 2016-17 |